# Westliche Bändernatter
Die Westliche Bändernatter (Thamnophis proximus), auch Westliche Streifenstrumpfbandnatter, ist eine von fast 40 Schlangenarten der Gattung Strumpfbandnattern.

## Merkmale
Ein auffälliges Merkmal dieser Art ist ein langer Schwanz, der fast ein Drittel der Körperlänge erreichen kann.
Von der Östlichen Bändernatter Thamnophis sauritus unterscheidet sich die Westliche Bändernatter durch zwei eng aneinanderliegende Flecken auf der Kopfoberseite, die bei T. sauritus entweder fehlen oder deutlich auseinander liegen.
Thamnophis proximus wird 60 bis 90 cm lang. Die Männchen bleiben kleiner als die Weibchen.
Wie alle Strumpfbandnattern ist sie lebendgebärend. Es wird von Wurfgrößen bis zu 27 Jungtieren berichtet.
Sie frisst hauptsächlich Amphibien, gelegentlich auch Fische. Nur im Terrarium lässt sie sich auch an nestjunge Nager als Futter gewöhnen.
Die Westliche Bändernatter lebt immer in der Nähe von Gewässern, gerne in dicht bewachsenem, buschigem Gelände. Sie ist tagaktiv, ein sehr geschickter Kletterer und schwimmt auch im Terrarium gerne und viel.
Anders als die meisten anderen Strumpfbandnattern zeigt diese Art in menschlicher Haltung deutliches Territorialverhalten bis hin zu erhöhter Beißbereitschaft.

## Verbreitung
Während die Östliche Bändernatter tatsächlich den äußeren Osten Nordamerikas bewohnt, liegt der Lebensraum der Westlichen Bändernatter nicht im Westen des Kontinents, sondern diese Art findet sich westlich der Östlichen Bändernatter: vom Bundesstaat Minnesota im Norden, über Teile Indianas, und Tennessees bis nach Alabama. Gen Westen reicht ihr Verbreitungsgebiet nur bis Kansas und New Mexico im mittleren Süden der USA. Von dort erstreckt sich ihr Gebiet in Mittelamerika über Zentral-Mexiko bis nach Nicaragua.